# Sintar

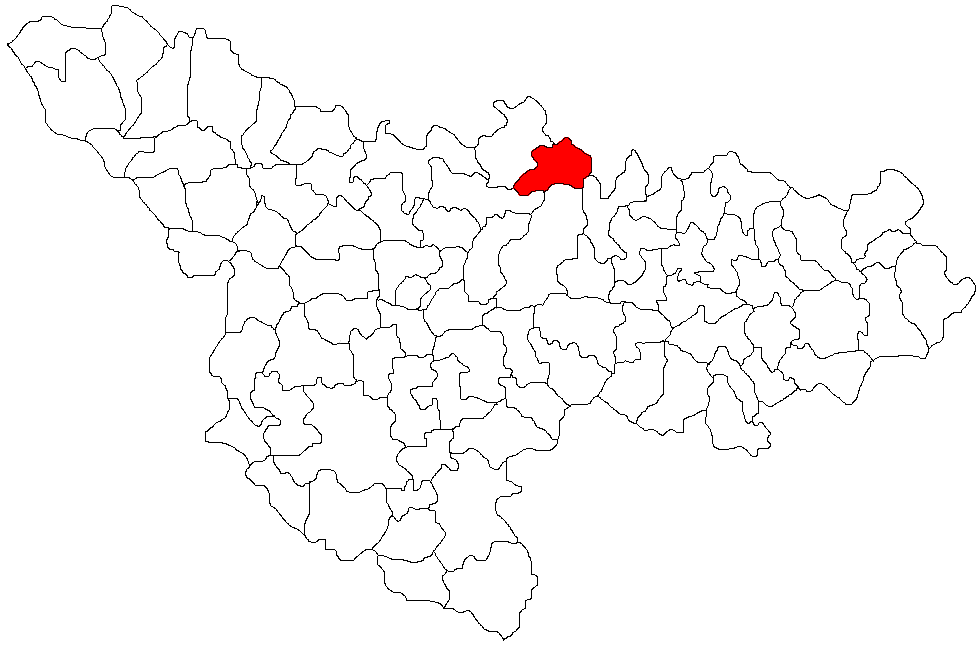
Lage der Gemeinde Bogda im Kreis Timiș

Sintar (bis 1924 Sântari; deutsch Buchberg, ungarisch Bükkhegy) ist ein Dorf im Kreis Timiș in der Region Banat in Rumänien. Das Dorf Sintar gehört zur Gemeinde Bogda.

## Geografische Lage
Sintar liegt im Norden des Kreises Timiș, in den Lipovaer Hügeln, zwei Kilometer von dem Gemeindesitz Bogda entfernt, an der Kreisstraße DJ691A Mașloc-Topolovățu Mare.

## Nachbarorte
| Zăbrani | Chesinț                                     | Neudorf |
| Bogda   | Kompassrose, die auf Nachbargemeinden zeigt | Comeat  |
| Buzad   | Stanciova                                   | Hodoș   |

## Geschichte
1455 wurde erstmals eine Ortschaft auf dem Gebiet des heutigen Sintar unter der Bezeichnung Zenthi erwähnt. Während der Türkenkriege wurde die Siedlung verwüstet und zerstört und tauchte erst auf der Mercy-Karte von 1723 wieder auf. 
Der Ort Buchberg wurde 1770–1771 von dem Temescher Landesadministrationrat Franz Carl Samuel Neumann Edler von Buchholt durch die Ansiedlung von 32 deutschen Familien aus Baden-Württemberg, Bayern und der Pfalz gegründet. Der Name des Ortes leitet sich von Eduard von Buchberg, dem Sekretär des Administrationspräsidenten Clary-Altringen, ab. Die ungarische Bezeichnung Bükkhegy ist die Übersetzung des deutschen Buchberg (ungarisch: Bükk=Buche, Hegy=Berg). Der rumänische Name Sintar geht auf das mittelalterliche Szenti zurück. Zeitgleich legte Neumann auch die ebenfalls zur Gemeinde Bogda gehörenden Dörfer Altringen, benannt nach dem Präsidenten Graf von Clary und Altringen, und Charlottenburg, benannt nach dessen Gattin, an.
Am 4. Juni 1920 wurde das Banat infolge des Vertrags von Trianon dreigeteilt. Der größte, östliche Teil, zu dem auch Buchberg gehörte, fiel an das Königreich Rumänien. Seitdem ist Sintar die amtliche Ortsbezeichnung.
Der letzte Gutsbesitzer von Buchberg war Lajos von Szabo, der nach der Bodenreform von 1921 enteignet wurde. Der Feldbesitz wurde parzelliert und an die Bauern im Dorf verkauft.
Buchberg war von großen Waldflächen umgeben und hatte ein Forsthaus. Die Wälder um Buchberg waren sehr wildreich, so dass hier große Jagden organisiert wurden, an denen die Jäger aus der Umgebung sowie aus Temeswar teilnahmen.

## Demografie
| 1880 | 280 | 117 | - | 162 | 1 |
| 1910 | 327 | 163 | 7 | 157 | - |
| 1930 | 281 | 162 | 2 | 113 | 4 |
| 1977 | 41  | 37  | - | 3   | 1 |
| 2002 | 16  | 15  | - | 1   | - |